# Neosalanx tangkahkeii
Neosalanx tangkahkeii, conosciuto comunemente come pesce ghiaccio, è un pesce appartenente alla famiglia Salangidae.

## Distribuzione e habitat
Questa specie è diffusa in tutte le acque salmastre, tropicali o subtropicali della Cina.

## Descrizione
Presenta un corpo sottile e molto allungato, la cui lunghezza massima è di poco superiore ai 6 cm, a sezione ovoidale, con testa piccola e occhi molto grandi. Le pinne sono piccole e delicate: pinna dorsale molto corta, pinna caudale bilobata. La livrea è chiara: l'intero pesce è bianco sul trasparente uniforme, con occhi neri ben evidenti. Le pinne sono trasparenti. Una volta persa la vita, il corpo tende al bianco opaco.

## Pesca
È largamente pescato su scala industriale per essere poi commerciato in molte parti del mondo. In Italia è conosciuto per essere impiegato come surrogato del più rinomato novellame del pesce azzurro, sempre più raro e costoso a causa dei sempre più stringenti limiti di pesca . La sua commercializzazione come "bianchetto" è considerata una frode alimentare.